# All Those Strangers
All Those Strangers è il secondo album dei Vain, registrato nel 1991 per l'Etichetta discografica Island/Polystar Records, ma mai distribuito perché, sulla scia del successo del fenomeno grunge, la label collassò e i Vain furono considerati non più commercialmente rilevanti. È stato messo in vendita solo nel 2009 dalla Jackie Rainbow Records, etichetta dello stesso cantante della band, Davy Vain.

## Tracce
1. Love Drug (Vain)
2. Planet's Turning (Vain)
3. Shooting Star (Vain)
4. Too Bad (Vain)
5. Far Away (Vain)
6. Wake Up (Vain)
7. Freak Flag (Vain)
8. Here Comes Lonely (Vain)
9. Shouldn't Cry (Vain)
10. Do You Sleep With Strangers? (Vain)
11. Looking Glass (Vain)

## Formazione
- Davy Vain - voce
- Danny West - chitarra
- James Scott - chitarra
- Ashley Mitchell - basso
- Tom Rickard - batteria